# San Andrés Huaxpaltepec
San Andrés Huaxpaltepec es una localidad del estado mexicano de Oaxaca. Es cabecera del municipio de San Andrés Huaxpaltepec y pertenece al distrito de Jamiltepec, dentro de la región Costa de Oaxaca.

## Toponimia
Huaxpaltepec deriva su nombre de la lengua nahuatl y se compone de los vocablos cuetzpallin, que significa “lagartija”, y tepetl que significa “cerro” y el locativo "c" que quiere decir “en”; es decir el nombre del pueblo significa "En el cerro de las lagartijas". En lengua Ñuu Savi (mixteca) se dice Xiñi Tityi, de Xiñi, cabeza y Tityi, iguana.

## Historia
Huaxpaltepec es un pueblo prehispánico. Antes de la llegada de los españoles, la región estaba dominada por el cacicazgo de Tututepec, que comprendía un extenso territorio desde los límites con el estado de Guerrero hasta Huatulco, Oaxaca. El núcleo de ese cacicazgo se concentraba en la capital de Tututepec y en siete cabeceras o asentamientos mixtecos, uno de los cuales fue Huaxpaltepec.
Rodríguez apunta que Huaxpaltepec se constituyó, desde antes de la conquista, como un centro de intercambio en su feria periódica, al igual que Pinotepa la Chica y Juquila.
Durante el periodo colonial y con la nueva estructura política, Huaxpaltepec quedó comprendido dentro de la provincia de Jicayán, donde residía el Alcalde mayor que gobernaba toda la provincia. Para aquellas comunidades que, como Huaxpaltepec, tenían una población significativa, se integró un cabildo indígena, cuya estructura fue llamada República de Indios, estando representados por un gobernador indígena y varios oficiales de república.
Para 1547 aún se conservaba el sistema de tributos, pues en ese año, Huaxpaltepec tenía como encomendero a Luis de Castilla, contaba con dos estancias o barrios, tenía 73 tributarios y entregaba un tributo de 14 pesos en oro al encomendero.
Aunque los datos de población son escasos, en los Papeles de la Nueva España. Suma de visitas y pueblos, recopiladas por Francisco del Paso y Troncoso, se reportan 365 habitantes para 1541. para 1746 existen 390 habitantes según datos del Teatro Americano de José Antonio VillaSeñor.
Para el 6 de mayo de 1826 aparece como Huaxpaltepec, perteneciente a Jamiltepec. El 18 de noviembre de 1844 aparece registrado como San Andrés Huaxpaltepec: en 1858 aparece igual; a partir del 23 de octubre de 1891 se encuentra registrado como San Andrés Huaxpaltepec.
Durante el conflicto revolucionario, regionalmente las fuerzas se alinearon en dos bandos; los carrancistas con su fuerte bastión en Pinotepa Nacional y los Zapatistas, cuyos ejércitos estaban integrados por gente de las otras poblaciones del distrito. En Huaxpaltepec, por su ubicación entre los dos centros políticos de Pinotepa y Jamiltepec, se desarrollaron combates entre las fuerzas oponentes.
El reparto agrario a nivel regional solo pudo efectuarse una vez pacificada a la región y el país y normalizada la vida institucional.

## Expresiones culturales
a) Indumentaria.
La indumentaria tradicional en la mujer y en el hombre indígena es de confección local, mediante técnicas tradicionales, utilizando el telar de cintura para la confección de los cotones y calzones que utilizan los varones. Por su parte las mujeres utilizan un enredo llamado pozahuanco (che’e), que se confecciona con hilos de color púrpura, azul, negro y rojo; se cubren el pecho con un mandil o una manta bordada. La indumentaria de los mestizos se adquiere en mercados locales y son elaborados por fábricas del interior del país
b) Artesanías.
las mujeres indígenas de Huaxpaltepec, desarrollan la actividad artesanal de la textilería, que consiste en la elaboración de servilletas, manteles, bolsas, pozahuancos y lienzos para la elaboración de cotones y calzones, mediante la técnica tradicional del telar de cintura.
También a nivel de autoconsumo las familias confeccionan ollas, comales y cazuelas de barro.
c) Organización Social.
Al igual que en otros pueblos el núcleo básico entre los mixtecos es la familia, la cual está compuesta por uno o más familiares emparentados y es la base fundamental de producción y consumo de nuestras comunidades.
Los hombres colaboran en las actividades agropecuarias, forestales y construcción de viviendas. Las mujeres concentran sus actividades en la hogar, el cuidado de especies animales menores, acarreo de agua, leña, recolección y productos artesanales.
El espacio más significativo en la casa es el altar. Aquí tiene lugar las ceremonias principales relacionadas con las mayordomías. Esto permite intercambiar servicios y recibir apoyos en caso de necesidades; sin embargo, este último se extiende a nivel comunidad.
Existen organizaciones Civiles, Tradicionales y Agrarias, la Organización Civil se rige en términos formales por los preceptos establecidos en la Constitución Política; es decir, existe la organización Municipal integrada por 1 Presidente, Secretario, Sindico Procurador, Alcalde Único Constitucional, Regidor de Educación, Cultura, Salud, Hacienda y de Obras.
Esta instancia de representación comunitaria municipal, se divide en dos grandes campos de acción: por un lado lo que tiene que ver con las actividades administrativas, de gestión y realización de obras, que encabeza directamente en Presidente Municipal o Agente y operan las diferentes regidurías por otro lado lo que tiene que ver con los Usos y Costumbres, cuya organización es coordinada por el Alcalde, los Ancianos y Tatamandones.
En todos los casos la máxima autoridad es la Asamblea Comunitaria.
En el ámbito religioso tienen mucha presencia los Tatamandones, que son autoridades tradicionales y que funcionan como una especie de consejo. Ellos son los encargados de llevar la tradición del pueblo e intervienen en conflictos intrafamiliares para solucionar algunos menores.
A nivel de Agencias se distinguen Agentes Municipales, como auxiliares en la administración local, gestoría e impartición de justicia.

## Cosmogonía y religión
Existen mitos y leyendas relacionados con actos de fundación del pueblo, aquellos que tienen que ver con eventos propiciatorios de la lluvia, lo relacionado al ciclo agrícola, los ritos de paso y eventos de reafirmación territorial del grupo indígena.

## Fiestas
Las fiestas tradicionales del pueblo se ordenan en el siguiente calendario ritual:
- Fiestas de carnaval en febrero y marzo.
- Cuarto viernes en febrero y marzo.
- Semana santa en abril.
- Mayordomía del Corazón de María, el 31 de mayo.
- Fiesta de San Juan el 24 de junio.
- Mayordomía del Corazón de Jesús el 30 de junio.
- Mayordomía de Jesús de Nazaret (Tata Chú) el 6 de agosto.
- Rosario de la Santa Cruz el 14 de septiembre.
- Rosario el 7 de octubre.
- Mayordomía de Santa Teresa el 15 de octubre.
- Todos Santos 2 de noviembre.
- Mayordomía de San Andrés del 27 al 30 de noviembre.
- Mayordomía de Guadalupe el 12 de diciembre.
- Mayordomía del niño Dios el 24 de diciembre.
- Fiesta de fin de año el 31 de diciembre.

## Música
En el municipio existen orquestas de música de viento; conjuntos de cuerdas y percusiones, como violín, guitarra de cajón; y música de flauta y tambor, que acompaña la quema del torito.

## Danzas
Las danzas presentes en nuestro municipio son las siguientes:
- Danza de los tejorones, que se baila en carnaval, se acompaña de música de violín y representan una dramatización del proceso de dominación colonial.

- Danza de las mascaritas, que se baila en carnaval, acompañada de orquesta, y recrea algunos aspectos de la vida de nuestros pueblos.

- Danza de la tortuga, que se baila en las mayordomías más importantes, acompañada de música de viento y está relacionada con mitos de la tradición mixteca.

- Danza de los Collantes, que es una variante de la danza de las mascaritas pero con una hermosa coreografía propia. Se acompaña de orquesta de viento y se baila en las mayordomías.

- Danza de la mulita que se baila exclusivamente en San Andrés Huaxpaltepec en el marco de la fiesta de San Andrés se acompaña de música de viento y representa conjuntos de significación sobre el origen del pueblo y de relaciones con otros grupos vecinos.

- Fandango mixteco, que se baila en tres mayordomías del pueblo, se acompaña de música de violín, guitarra, cajón y cántaro.

## Sitios sagrados
Contamos con el sitio sagrado denominado Yucu Tityi al cual acudimos en el mes de mayo a celebrar nuestras peticiones de lluvia, regresando en el mes de octubre a dar gracias por las cosechas recibidas. Por la importancia del Santuario del Señor de Nazaret, este sitio Sagrado es visitado por los peregrinos durante las fiestas del cuarto viernes y del 6 de agosto
También uno de los lugares sagrados es "La Piedra del Señor", en donde se dice apareció nuestro santo patrono "Tatachu", a este lugar acudimos cada 6 de agosto para celebrar la dicha aparición, a este lugar sagrado llegan peregrinos de distintas regiones , algunos llegan a pie y otros en bicicletas, generalmente los peregrinos son de Juquila, aunque también llegan de San Pedro Mixtepec.
Con el paso de los años este lugar se ha convertido en uno de nuestros atractivos culturales más grande, quizás el más importante.

## Condiciones de vida
Infraestructura básica
El acceso al municipio es a través de la Carretera Federal número 200, ubicándose en el kilómetro 17 a 18 del tramo Pinotepa Nacional – Puerto Escondido. Dicha carretera, atraviesa los poblados de Rancho Viejo y Huaxpaltepec. La comunidad de Cubitán está comunicado a Huaxpaltepec por una carretera con una longitud aproximada de 5 kilómetros.
Contamos con una Unidad Médica dependiente de la Secretaría de Salubridad y Asistencia SSA en la cabecera municipal, un centro de atención médico en Rancho Viejo con un médico y enfermera y un puesto médico en Cubitán que no cuenta con personal médico que dé atención al público. En la cabecera existe un Palacio Municipal, un parque central, cancha deportiva y una iglesia católica, que es nodo en la región cultural en la fiesta del Cuarto Viernes de Cuaresma.
Vivienda
Los datos estadísticos del INEGI 2020 indican un total de 1791 viviendas particulares habitadas, respecto a los servicios contemplan las siguientes características:
- Viviendas sin electricidad 39 (2%)
- Viviendas con piso de tierra 210 (12%)
- Viviendas sin agua entubada 685 (38%)
- Viviendas sin drenaje 60 (3%)

Las viviendas están compuestas por uno o más cuartos dentro del solar doméstico, que comprende generalmente familias extensas, en estos casos se comparte la cocina que está en una construcción aparte.
Salud
La contaminación de nuestras fuentes de agua ocasiona una serie de enfermedades gastrointestinales; así como respiratorias entre la población.
La disminución de la producción agrícola de maíz, chile, frijol, calabaza, entre otros, productos que integran la canasta alimenticia, ocasionando desnutrición en la población, principalmente en niños. El cambio de los hábitos alimenticios hacia alimentos industrializados y de alto contenido de azúcares y grasas ha generado problemas de salud relacionadas con obesidad, diabetes e hipertensión.
Tradicionalmente la población ha aprovechado las propiedades curativas de hierbas, extractos animales y rituales religiosos para la atención a su salud.
Las enfermedades más comunes en la población municipal, son las infecciones respiratorias agudas, infecciones intestinales, amibiasis intestinal, infecciones de vías urinarias y desnutrición.
Educación
De la población de 15 años y más que son 4458 habitantes, 577 son analfabetas, que es el 13 %. Este porcentaje se incrementa al 16.2 % en la población de 25 años. Según la misma fuente, el grado promedio de escolaridad del municipio es de 7.93, mientras que para Oaxaca es de 7.98 y de 9.7 para el nivel nacional.
Justicia
Los problemas que emergen en el municipio se atienden en primera instancia por la intervención del síndico municipal, dónde se privilegia el mutuo entendimiento entre las partes. Cuando se trata de delitos de mayor orden, los casos son turnados a la Agencia del Ministerio Público de Jamiltepec.
En general lo que prevalece entre la población es el desconocimiento de las leyes y reglamentos vigentes, lo cual origina que al desarrollar conductas fuera de la ley, se tengan que canalizar ante las instancias de impartición de justicia.

## Trabajo
Población que trabaja
De acuerdo al Censo Nacional de Población y Vivienda 2020 del INEGI, la población ocupada era de 2,219 personas. En cuanto a población ocupada por sector tenemos:
• Agricultura, ganadería, aprovechamiento forestal, pesca y caza. 29.97 %
• Minería, industrias manufactureras, electricidad y agua. 8.47 %
• Construcción.6.76
• Comercio. 16.49 %
• Servicios de transporte, comunicación, profesionales, financieros,sociales, gobierno y otros. 37.95 %
De acuerdo a lo anterior la agricultura, ganadería y actividad forestal son las principales actividades productivas en las que se ocupa nuestra población, aunque el comercio y servicios otorgan empleos a la población.
Tierras
La mayor parte de nuestras tierras se encuentran en pendientes poco accidentadas, lo cual da cabida a la inserción de diversas actividades productivas, además contamos con áreas con potencial para la siembra de forrajes de corte, aprovechables para a alimentación de ganado es temporada de secas.
La demanda de mercado de productos naturales, ha permitido que grupos organizados promuevan nuevos sistemas pecuarios en la región, como es la producción orgánica de miel. Para que este proceso se dé se requiere de un ambiente sano, por lo tanto el municipio se considera ambientalmente apto para este fin.
Producción agrícola
En nuestro municipio la agricultura es de subsistencia, en general bajo un sistema tradicional, obteniendo bajos rendimientos, siendo el principal cultivo el maíz, de dónde se obtienen también algunos productos complementarios como la calabaza, el chile y hierbas comestibles.
El aprovechamiento de nuestros bosques
En el aspecto forestal contamos con un bosque tropical del cual ya quedan muy pocas áreas sobre todo establecidas en el sitio sagrado de la Piedra del Señor. En este relictus se extrae leña para consumo doméstico y postes para encierro de corrales.
Ganadería.
La ganadería bovina se maneja en dos sistemas:
• Extensiva, que se desarrolla en áreas con pastos nativos e introducidos.
• Pastoreo en potreros mejorados.
La problemática presente en esta actividad es la escasez de forraje ya gua en temporada de secas; la erosión de los suelos por el mal manejo de los pastizales y la destrucción de la vegetación. La utilización de gramíneas forrajeras con bajos contenidos de proteína está determinando una baja conversión alimenticia
Actividades en el comercio y los servicios
De la población ocupada, el 37.95 % desarrolla actividades dentro del comercio y los servicios. La ubicación estratégica de Huaxpaltepec, al ser puerta de entrada a los pueblos de la planicie costera y de la serranía, lo coloca en una situación favorable para el desarrollo de los servicios que se tienen que brindar tanto a la población local como a los de las poblaciones mencionadas.